# SN 1971A
SN 1971A – supernowa odkryta 31 stycznia 1971 roku w galaktyce MCG +05-27-53. W momencie odkrycia miała maksymalną jasność 16,50m.